# لورنزو (تگزاس)
لورنزو، تگزاس (به انگلیسی: Lorenzo, Texas) شهری در ایالت تگزاس از ایالات جنوبی ایالات متحده آمریکا است. در سرشماری سال ۲۰۰۰، جمعیت این شهر ۱۳۷۲ نفر اعلام شد.